# Beundring
Beundring er en social følelse, der føles overfor personer, der har kompetencer, talent eller evner, der anses at overgå sædvanlige standarder. Admiration facilitates social learning in groups Beundring kan være motiverende for selvudvikling gennem læring fra rollemodeller.
Beundring kan medføre, at den person, der beundres modtager en særlig positiv opmærksomhed.